# Mise au tombeau de Saint-Thégonnec
Pour les articles homonymes, voir La Mise au tombeau.

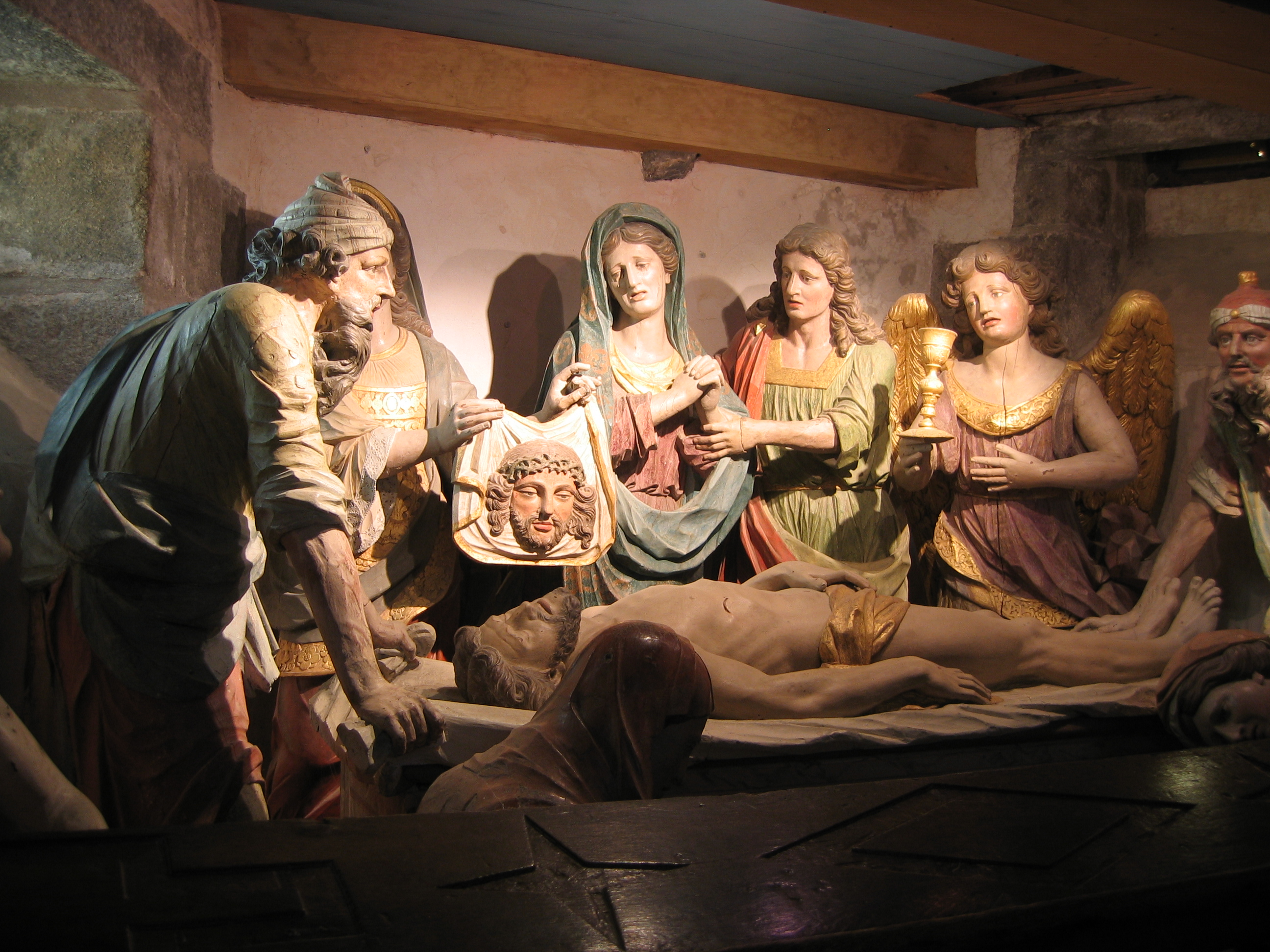
Mise au tombeau du Christ

La Mise au tombeau de Saint-Thégonnec (Finistère) est un ensemble de sculptures baroques en bois de chêne polychrome représentant le dernier épisode de la Passion du Christ. Il est situé dans la crypte de l’ossuaire de l’enclos paroissial de Saint-Thégonnec et a été réalisé entre 1699 et 1702 par Jacques Lespagnol, sculpteur à Morlaix.
L’artiste — qui a également exécuté le retable du Rosaire de l’église — a reçu pour ce travail la somme de 1 550 livres en 1702.

## Vue d'ensemble et détails
L’ensemble met en valeur onze personnages de grandeur nature exprimant leurs émotions face à la mort. Au premier plan, se tiennent agenouillées Marie Salomé et Marie-Madeleine. Entourant le Christ gisant, se trouvent de gauche à droite :
- Nicodème ;
- sainte Véronique, tenant le voile de la Sainte Face ;
- La Vierge ;
- saint Jean ;
- un ange, tenant le calice de la Passion ;
- Joseph d'Arimathie.

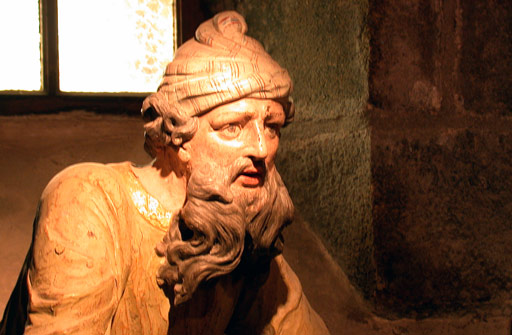
Nicodème
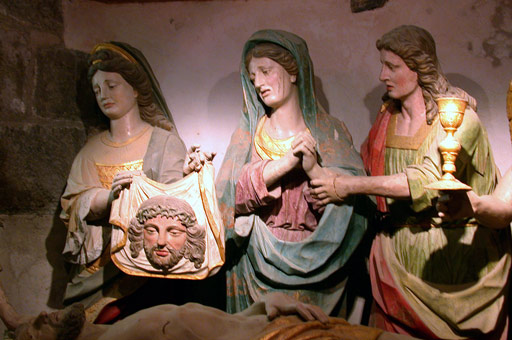
Sainte Véronique, la Vierge, saint Jean
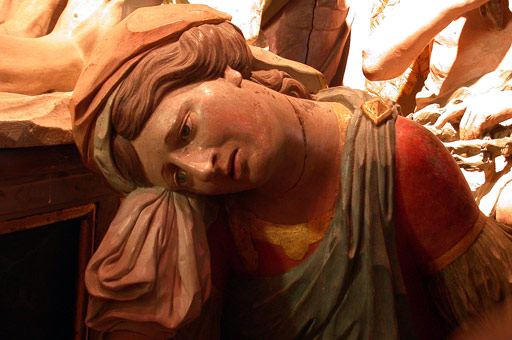
Marie-Madeleine
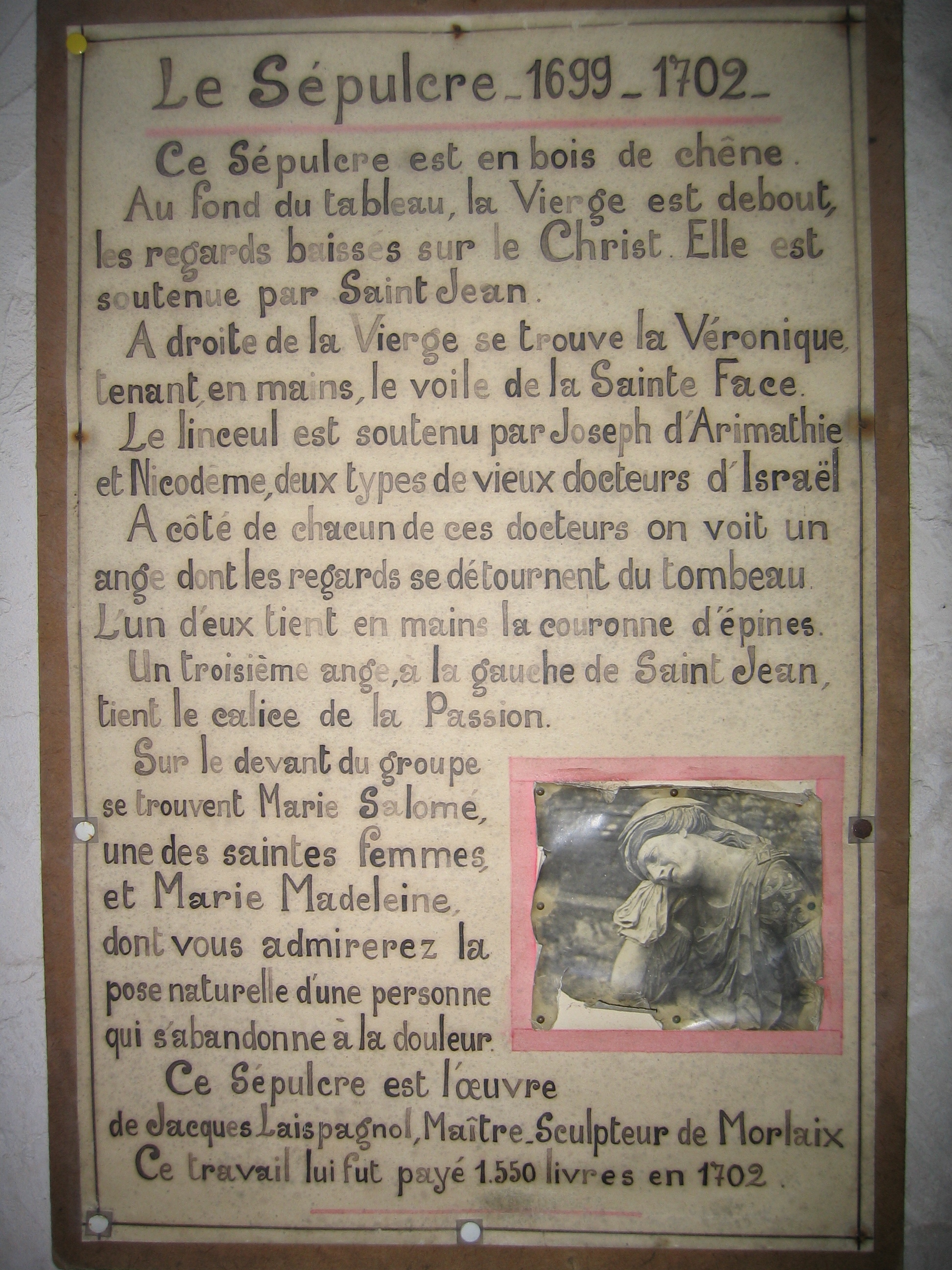
Détails de l’œuvre
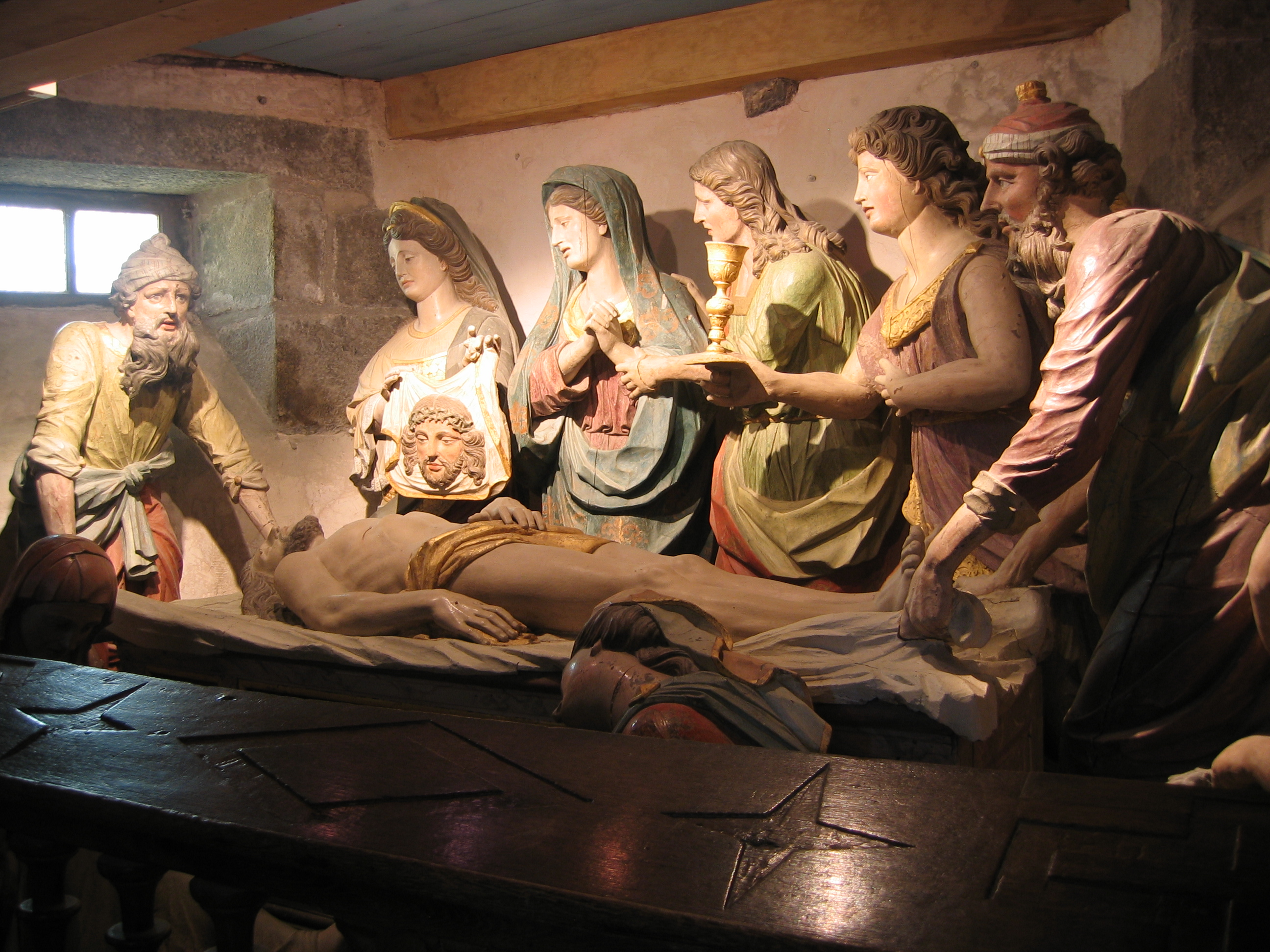
Mise au tombeau sous un autre angle